# Roland Kollmann (Theologe)
Roland Kollmann (* 12. April 1935 in Leverkusen-Wiesdorf; † 3. Dezember 2014) war ein deutscher römisch-katholischer Theologe.

## Leben
Kollmann war der Sohn eines Personalleiters bei den Bayer-Werken in Leverkusen. Er studierte von 1954 bis 1958 Philosophie und Katholische Theologie an der Universität Bonn. Er war von 1978 bis 2000 als Professor für Katholische Theologie an der Technischen Universität Dortmund tätig. Er war Herausgeber der Essener Reihe Religionspädagogische Perspektiven. Er war mit der Ärztin Marianne Kollmann verheiratet und hat drei Kinder. Sein Bruder Siegfried Kollmann war Pfarrer des Erzbistums Köln. 2011 unterzeichnete Kollmann das Memorandum Kirche 2011: Ein notwendiger Aufbruch.

## Werke (Auswahl)
- Bildung – Bildungsideal – Weltanschauung. Studien zur pädagogischen Theorie Eduard Sprangers und Max Frischeisen-Köhlers, Kastellaun, Düsseldorf-Ratingen 1972
- Religionsunterricht unter erschwerenden Bedingungen, Essen 1988
- Religionsunterricht an Sonderschulen, Würzburg 1990
- Sonderpädagogisehe Zugänge zum Religionsunterricht, Würzburg 1993
- Religion und Behinderung, Neukirchener, Neukirchen-Vluyn 2007
- Wegmarken in der religionspädagogischen Landschaft,  Verl. Die Blaue Eule, Essen